# Discographie de Dimitri Vegas & Like Mike
La discographie de Dimitri Vegas & Like Mike se compose trois compilations.
En 2009, Dimitri Vegas & Like Mike publie leur premier single Under The Water. Ils se font connaître en 2013 grâce au titre Stampede en collaboration avec DVBBS et Borgeous, atteignant notamment la première place de site Beatport.

## Dimitri Vegas & Like Mike

### Singles
| Titre                                                                           | Année | Meilleure position | Meilleure position | Meilleure position | Meilleure position | Meilleure position | Meilleure position | Meilleure position | Meilleure position | Album                                              |
| Titre                                                                           | Année | BEL (FL)           | BEL (WAL)          | ALL                | AUT                | FRA                | P-B.               | R-U                | SUI                | Album                                              |
| ------------------------------------------------------------------------------- | ----- | ------------------ | ------------------ | ------------------ | ------------------ | ------------------ | ------------------ | ------------------ | ------------------ | -------------------------------------------------- |
| Liquid Skies (sous DNM featuring Jade)                                          | 2009  | 25                 | —                  | —                  | —                  | —                  | —                  | —                  | —                  |                                                    |
| Control (sous DNM avec DiMaro)                                                  | 2009  | —                  | —                  | —                  | —                  | —                  | —                  | —                  | —                  |                                                    |
| Under the Water                                                                 | 2009  | 19                 | —                  | —                  | —                  | —                  | —                  | —                  | —                  |                                                    |
| Tomorrow (Give Into The Night) (avec Dada Life & Tara McDonald)                 | 2010  | 16                 | —                  | —                  | —                  | —                  | —                  | —                  | —                  |                                                    |
| Madagascar (avec Yves V & Angger Dimas)                                         | 2011  | —                  | —                  | —                  | —                  | —                  | —                  | —                  | —                  |                                                    |
| The Way We See The World (Tomorrowland 2011 Anthem) (avec Afrojack & Nervo)     | 2011  | 34                 | —                  | —                  | —                  | —                  | —                  | —                  | —                  |                                                    |
| Generation X                                                                    | 2011  | —                  | —                  | —                  | —                  | —                  | —                  | —                  | —                  |                                                    |
| REJ                                                                             | 2011  | —                  | —                  | —                  | —                  | —                  | —                  | —                  | —                  |                                                    |
| Alarma (Make Your Body Sing) (avec Promise Land feat. Mitch Crown)              | 2011  | —                  | —                  | —                  | —                  | —                  | —                  | —                  | —                  |                                                    |
| Momentum (avec Regi)                                                            | 2012  | 7                  | —                  | —                  | —                  | —                  | —                  | —                  | —                  | Bringing Home The Madness                          |
| Tomorrow Changed Today (Tomorrowland 2012 Anthem) (avec The WAV.s feat. Kelis)  | 2012  | 20                 | —                  | —                  | —                  | —                  | —                  | —                  | —                  |                                                    |
| Loops & Tings (avec Yves V)                                                     | 2012  | —                  | —                  | —                  | —                  | —                  | —                  | —                  | —                  |                                                    |
| Madness (avec Coone feat. Lil Jon)                                              | 2012  | 35                 | —                  | —                  | —                  | —                  | —                  | —                  | —                  |                                                    |
| Phat Brahms (vs. Steve Aoki & Angger Dimas)                                     | 2013  | —                  | —                  | —                  | —                  | —                  | —                  | —                  | —                  | Bringing Home The Madness                          |
| Wakanda                                                                         | 2013  | 27                 | —                  | —                  | —                  | —                  | —                  | —                  | —                  | Bringing Home The Madness                          |
| Mammoth (avec Moguai)                                                           | 2013  | 44                 | —                  | 90                 | —                  | 193                | 89                 | —                  | —                  | Bringing Home The Madness                          |
| Turn It Up (avec GTA feat. Wolfpack)                                            | 2013  | —                  | —                  | —                  | —                  | —                  | —                  | —                  | —                  | Bringing Home The Madness                          |
| More (avec Laidback Luke)                                                       | 2013  | —                  | —                  | —                  | —                  | —                  | —                  | —                  | —                  | Bringing Home The Madness                          |
| Chattahoochee (The Tomorrowland Anthem)                                         | 2013  | 2                  | 28                 | —                  | —                  | —                  | —                  | —                  | —                  | Bringing Home The Madness                          |
| Project T (vs. Sander van Doorn)                                                | 2013  | 29                 | 44                 | 33                 | 39                 | —                  | —                  | —                  | 21                 | Bringing Home The Madness                          |
| Ocarina (The TomorrowWorld Anthem) (feat. Wolfpack)                             | 2013  | —                  | —                  | —                  | —                  | —                  | —                  | —                  | —                  | Bringing Home The Madness                          |
| G.I.P.S.Y. (feat. Boostedkids)                                                  | 2013  | 19                 | —                  | —                  | —                  | —                  | —                  | —                  | —                  | Bringing Home The Madness                          |
| Stampede (vs. DVBBS & Borgeous)                                                 | 2013  | 30                 | —                  | —                  | —                  | 129                | —                  | —                  | —                  | Bringing Home The Madness                          |
| Find Tomorrow (Ocarina) (feat. Wolfpack & Katy B)                               | 2013  | 2                  | 13                 | —                  | —                  | —                  | —                  | —                  | —                  | Bringing Home The Madness                          |
| Feedback (vs. Steve Aoki & Autoerotique)                                        | 2014  | —                  | —                  | —                  | —                  | —                  | —                  | —                  | —                  |                                                    |
| Tremor (Sensation 2014 Anthem) (avec Martin Garrix)                             | 2014  | 3                  | 26                 | —                  | 55                 | 116                | 44                 | 30                 | —                  | Gold Skies EP / Bringing The World The Madness     |
| Eparrei (avec Diplo & Fatboy Slim feat. Bonde do Rolê & Pin)                    | 2014  | 5                  | —                  | —                  | —                  | —                  | —                  | —                  | —                  | Fatboy Slim Presents Bem Brasil                    |
| Waves (Tomorrowland 2014 Anthem) (vs. W&W)                                      | 2014  | 7                  | 32                 | —                  | —                  | —                  | —                  | —                  | —                  | Bringing The World The Madness                     |
| Body Talk (Mammoth) (avec Moguai feat. Julian Perretta)                         | 2014  | 2                  | —                  | —                  | —                  | —                  | —                  | —                  | —                  | Bringing The World The Madness                     |
| Nova (vs. Tujamo & Felguk)                                                      | 2014  | 2                  | 23                 | —                  | —                  | 106                | —                  | —                  | —                  | Bringing The World The Madness                     |
| Tales of Tomorrow (avec Fedde le Grand feat. Julian Perretta)                   | 2015  | 2                  | 21                 | —                  | 64                 | —                  | —                  | —                  | —                  |                                                    |
| Louder (avec VINAI)                                                             | 2015  | 42                 | —                  | —                  | —                  | —                  | —                  | —                  | —                  | Bringing The World The Madness                     |
| The Hum (vs. Ummet Ozcan)                                                       | 2015  | 1                  | 10                 | —                  | —                  | 60                 | —                  | —                  | —                  | Bringing The Madness                               |
| Higher Place (feat. Ne-Yo)                                                      | 2015  | 1                  | 22                 | —                  | —                  | 131                | —                  | —                  | —                  | Bringing The Madness                               |
| Arcade (vs. W&W)                                                                | 2016  | 37                 | —                  | —                  | —                  | 97                 | —                  | —                  | —                  | Bringing The Madness                               |
| Melody (avec Steve Aoki vs. Ummet Ozcan)                                        | 2016  | 12                 | —                  | —                  | —                  | —                  | —                  | —                  | —                  | Bringing The Madness                               |
| Stay A While                                                                    | 2016  | 3                  | 31                 | —                  | —                  | —                  | —                  | —                  | —                  | Bringing The Madness                               |
| Hands Up (vs. NLW)                                                              | 2016  | —                  | —                  | —                  | —                  | —                  | —                  | —                  | —                  | Summer Of Madness                                  |
| Million (vs. Brennan Heart)                                                     | 2016  | —                  | —                  | —                  | —                  | —                  | —                  | —                  | —                  | Summer Of Madness                                  |
| The Island                                                                      | 2016  | —                  | —                  | —                  | —                  | —                  | —                  | —                  | —                  | Summer Of Madness                                  |
| Roads (vs. Deniz Koyu)                                                          | 2016  | —                  | —                  | —                  | —                  | —                  | —                  | —                  | —                  | Summer Of Madness                                  |
| Meet Her at Tomorrowland (vs. W&W feat. Da Hool)                                | 2016  | —                  | —                  | —                  | —                  | —                  | —                  | —                  | —                  | Summer Of Madness / Bringing The World The Madness |
| Jaguar (vs. Ummet Ozcan)                                                        | 2016  | —                  | —                  | —                  | —                  | —                  | —                  | —                  | —                  | Summer Of Madness                                  |
| Leaves                                                                          | 2016  | —                  | —                  | —                  | —                  | —                  | —                  | —                  | —                  | Summer Of Madness                                  |
| Insanity (avec Blasterjaxx)                                                     | 2016  | —                  | —                  | —                  | —                  | —                  | —                  | —                  | —                  |                                                    |
| Hey Baby (vs. Diplo feat. Deb's Daughter)                                       | 2016  | 1                  | 13                 | 65                 | —                  | —                  | —                  | —                  | —                  | Bringing The Madness                               |
| Hey Baby (vs. Diplo & Kid Ink feat. Deb's Daughter)                             | 2016  | —                  | —                  | —                  | —                  | —                  | —                  | —                  | —                  | Bringing The Madness                               |
| Ready for Action                                                                | 2017  | —                  | —                  | —                  | —                  | —                  | —                  | —                  | —                  |                                                    |
| He's a Pirate 2017 (vs. Hans Zimmer)                                            | 2017  | 35                 | —                  | —                  | —                  | —                  | —                  | —                  | —                  |                                                    |
| Complicated (avec David Guetta feat. Kiiara)                                    | 2017  | 4                  | 6                  | 77                 | 51                 | —                  | 53                 | —                  | 37                 |                                                    |
| Crowd Control (vs. W&W)                                                         | 2017  | 37                 | —                  | —                  | —                  | —                  | —                  | —                  | —                  | Tomorrowland 2018 EP                               |
| Slow Down (avec Quintino feat. Boef & Ronnie Flex & Ali B & I Am Aisha)         | 2018  | 14                 | —                  | —                  | —                  | —                  | 2                  | —                  | —                  | Patser                                             |
| Patser Bounce (vs. Quintino)                                                    | 2018  | —                  | —                  | —                  | —                  | —                  | —                  | —                  | —                  | Patser                                             |
| The House of House (vs. Vini Vici & Cherrymoon Trax)                            | 2018  | —                  | —                  | —                  | —                  | —                  | —                  | —                  | —                  |                                                    |
| All I Need (feat. Gucci Mane)                                                   | 2018  | 18                 | —                  | —                  | —                  | —                  | —                  | —                  | —                  |                                                    |
| When I Grow Up (feat. Wiz Khalifa)                                              | 2018  | 9                  | —                  | —                  | —                  | —                  | —                  | —                  | —                  |                                                    |
| Unity (avec Hardwell)                                                           | 2018  | —                  | —                  | —                  | —                  | —                  | —                  | —                  | —                  | Tomorrowland 2018 EP                               |
| Here We Go (Hey Boy, Hey Girl) (vs. Nicky Romero)                               | 2018  | —                  | —                  | —                  | —                  | —                  | —                  | —                  | —                  | Tomorrowland 2018 EP                               |
| Opa (vs. KSHMR)                                                                 | 2018  | —                  | —                  | —                  | —                  | 121                | —                  | —                  | —                  | Tomorrowland 2018 EP                               |
| Arcade Mammoth (vs. W&W & Moguai)                                               | 2018  | —                  | —                  | —                  | —                  | —                  | —                  | —                  | —                  | Tomorrowland 2018 EP                               |
| The Jungle (vs. Bassjackers)                                                    | 2018  | —                  | —                  | —                  | —                  | —                  | —                  | —                  | —                  | Tomorrowland 2018 EP                               |
| Bounce (vs. Julian Banks & Bassjackers feat. Snoop Dogg)                        | 2018  | —                  | —                  | —                  | —                  | —                  | —                  | —                  | —                  |                                                    |
| Repeat After Me (avec Armin van Buuren & W&W)                                   | 2019  | —                  | —                  | —                  | —                  | —                  | —                  | —                  | —                  |                                                    |
| Daar gaat ze (Nooit verdiend) (avec Frenna)                                     | 2019  | 32                 | —                  | —                  | —                  | —                  | 12                 | —                  | —                  | Francis (Deluxe)                                   |
| Selfish (avec Era Istrefi)                                                      | 2019  | 29                 | —                  | —                  | —                  | —                  | —                  | —                  | —                  |                                                    |
| You're Next (Mortal Kombat Anthem) (vs. Bassjackers)                            | 2019  | —                  | —                  | —                  | —                  | —                  | —                  | —                  | —                  |                                                    |
| B.F.A. (Best Friend's Ass) (avec Paris Hilton)                                  | 2019  | —                  | —                  | —                  | —                  | —                  | —                  | —                  | —                  |                                                    |
| Untz Untz (avec Vini Vici & Liquid Soul)                                        | 2019  | —                  | —                  | —                  | —                  | —                  | —                  | —                  | —                  |                                                    |
| Instagram (avec David Guetta & Daddy Yankee & Afro Bros & Natti Natasha)        | 2019  | 7                  | 24                 | 29                 | 42                 | 56                 | 6                  | —                  | 53                 |                                                    |
| Turn Up (vs. John Christian)                                                    | 2019  | —                  | —                  | —                  | —                  | —                  | —                  | —                  | —                  | Tomorrowland 2019 EP                               |
| K20 (vs. Angemi)                                                                | 2019  | —                  | —                  | —                  | —                  | —                  | —                  | —                  | —                  |                                                    |
| Boing (vs. Quintino & MAD M.A.C.)                                               | 2019  | —                  | —                  | —                  | —                  | —                  | —                  | —                  | —                  | Tomorrowland 2019 EP / Garden of Madness 2020 EP   |
| Mortal Kombat Anthem (vs. Bassjackers & 2WEI)                                   | 2019  | —                  | —                  | —                  | —                  | —                  | —                  | —                  | —                  | Tomorrowland 2019 EP / Garden of Madness 2020 EP   |
| Everybody Clap (vs. Nicky Romero)                                               | 2019  | —                  | —                  | —                  | —                  | —                  | —                  | —                  | —                  | Tomorrowland 2019 EP                               |
| The Flight (vs. Bassjackers & D'Angello & Francis)                              | 2019  | —                  | —                  | —                  | —                  | —                  | —                  | —                  | —                  | Garden of Madness 2020 EP                          |
| Beast (All as One) (avec Ummet Ozcan & Brennan Heart)                           | 2019  | —                  | —                  | —                  | —                  | —                  | —                  | —                  | —                  | Garden of Madness 2020 EP                          |
| Boomshakalaka (vs. Afro Bros & Sebastián Yatra feat. Camilo & Emilia)           | 2019  | —                  | —                  | —                  | —                  | —                  | —                  | —                  | —                  |                                                    |
| The Anthem (Der Alte) (vs. Timmy Trumpet)                                       | 2020  | —                  | —                  | —                  | —                  | —                  | —                  | —                  | —                  | Garden of Madness 2020 EP                          |
| The Chase (avec Quintino)                                                       | 2020  | —                  | —                  | —                  | —                  | —                  | —                  | —                  | —                  | Garden of Madness 2020 EP                          |
| Happy Together (vs. Bassjackers)                                                | 2020  | —                  | —                  | —                  | —                  | —                  | —                  | —                  | —                  | Garden of Madness 2020 EP                          |
| Clap Your Hands (avec W&W & Fedde le Grand)                                     | 2020  | —                  | —                  | —                  | —                  | —                  | —                  | —                  | —                  |                                                    |
| Get In Trouble (So What) (vs. Vini Vici)                                        | 2020  | —                  | —                  | —                  | —                  | —                  | —                  | —                  | —                  |                                                    |
| Say My Name (vs. Regard)                                                        | 2020  | 27                 | —                  | —                  | —                  | —                  | —                  | —                  | —                  |                                                    |
| Do It! (avec Kim Loaiza & Azteck)                                               | 2020  | —                  | —                  | —                  | —                  | —                  | —                  | —                  | —                  |                                                    |
| Bonzai Channel One (vs. Bassjackers & Crossnaders)                              | 2020  | —                  | —                  | —                  | —                  | —                  | —                  | —                  | —                  |                                                    |
| Christmas Time (avec Armin van Buuren & Brennan Heart featuring Jeremy Oceans)  | 2020  | 32                 | —                  | —                  | —                  | —                  | —                  | —                  | —                  | Home Alone Christmas EP                            |
| All I Want for Christmas Is You (vs. Brennan Heart)                             | 2020  | —                  | —                  | —                  | —                  | —                  | —                  | —                  | —                  | Home Alone Christmas EP                            |
| Santa Claus Is Coming to Town (avec KSHMR)                                      | 2020  | —                  | —                  | —                  | —                  | —                  | —                  | —                  | —                  | Home Alone Christmas EP                            |
| Back to the Oldskool (avec Quintino)                                            | 2021  | —                  | —                  | —                  | —                  | —                  | —                  | —                  | —                  |                                                    |
| Too Much (avec DVBBS & Roy Woods)                                               | 2021  | —                  | —                  | —                  | —                  | —                  | —                  | —                  | —                  |                                                    |
| We Love Hardcore (avec Scooter)                                                 | 2021  | —                  | —                  | —                  | —                  | —                  | —                  | —                  | —                  | God Save the Rave                                  |
| We'll Be Dancing Soon (avec Azteck & Angemi)                                    | 2021  | —                  | —                  | —                  | —                  | —                  | —                  | —                  | —                  |                                                    |
| Rampage (Free Fire Rampage Theme Song)                                          | 2021  | —                  | —                  | —                  | —                  | —                  | —                  | —                  | —                  |                                                    |
| Heard About Me (avec Felix Jaehn & Nea)                                         | 2021  | —                  | —                  | —                  | —                  | —                  | —                  | —                  | —                  | Breathe                                            |
| Feel Your Love (avec Timmy Trumpet & Edward Maya)                               | 2021  | —                  | —                  | —                  | —                  | —                  | —                  | —                  | —                  |                                                    |
| Reunion (Free Fire 4th Anniversary Theme Song) (avec KSHMR & Alok & Zafrir)     | 2021  | —                  | —                  | —                  | —                  | —                  | —                  | —                  | —                  |                                                    |
| Shooting Darts (avec R3hab & Prezioso)                                          | 2022  | —                  | —                  | —                  | —                  | —                  | —                  | —                  | —                  |                                                    |
| Café del Mar (avec Vini Vici & MATTN)                                           | 2022  | —                  | —                  | —                  | —                  | —                  | —                  | —                  | —                  |                                                    |
| Heaven (avec Azteck & Hayley May)                                               | 2022  | —                  | —                  | —                  | —                  | —                  | —                  | —                  | —                  |                                                    |
| Because the Night (avec Brennan Heart)                                          | 2022  | —                  | —                  | —                  | —                  | —                  | —                  | —                  | —                  |                                                    |
| Blink 2022 (avec Bassjackers & John Dahlbäck)                                   | 2022  | —                  | —                  | —                  | —                  | —                  | —                  | —                  | —                  |                                                    |
| Fuego (avec Kim Loaiza)                                                         | 2022  | —                  | —                  | —                  | —                  | —                  | —                  | —                  | —                  |                                                    |
| Believe (avec Sound of Legend)                                                  | 2022  | —                  | —                  | —                  | —                  | —                  | —                  | —                  | —                  |                                                    |
| The Age of Love 2022 (avec Age of Love & Vini Vici)                             | 2022  | —                  | —                  | —                  | —                  | —                  | —                  | —                  | —                  |                                                    |
| Sweet Caroline (avec Timmy Trumpet & Brennan Heart)                             | 2022  | —                  | —                  | —                  | —                  | —                  | —                  | —                  | —                  |                                                    |
| Raket (avec Bassjackers)                                                        | 2022  | —                  | —                  | —                  | —                  | —                  | —                  | —                  | —                  |                                                    |
| Mexico (avec Ne-Yo & Danna Paola)                                               | 2023  | 42                 | —                  | —                  | —                  | —                  | —                  | —                  | —                  |                                                    |
| Leader (avec Sunnery James & Ryan Marciano & Tinie Tempah & Azteck)             | 2023  | —                  | —                  | —                  | —                  | —                  | —                  | —                  | —                  |                                                    |
| Komtie (Kom Tie Dan He!) (avec Bassjackers & The Dark Raver & DJ Norman)        | 2023  | —                  | —                  | —                  | —                  | —                  | —                  | —                  | —                  |                                                    |
| She Knows (avec David Guetta & Afro Bros & Akon)                                | 2023  | 15                 | 30                 | —                  | —                  | —                  | 15                 | —                  | —                  |                                                    |
| Thank You (Not So Bad) (avec Tiësto & W&W & Dido)                               | 2023  | 22                 | 28                 | 16                 | 14                 | 85                 | 14                 | 50                 | 14                 |                                                    |
| Explode (avec Timmy Trumpet & Darius & Finlay & Brennan Heart)                  | 2024  | —                  | —                  | —                  | —                  | —                  | —                  | —                  | —                  |                                                    |
| Join the Madness (avec Coone & Lil Jon)                                         | 2024  | —                  | —                  | —                  | —                  | —                  | —                  | —                  | —                  |                                                    |
| The Scientist (avec Brennan Heart & Tony Junior)                                | 2024  | —                  | —                  | —                  | —                  | —                  | —                  | —                  | —                  |                                                    |
| To the Beat (avec Regard & Natti Natasha & Sash!)                               | 2024  | —                  | —                  | —                  | —                  | —                  | —                  | —                  | —                  |                                                    |
| Mockingbird (avec Tiësto & Gabry Ponte)                                         | 2024  | —                  | —                  | —                  | —                  | —                  | —                  | —                  | —                  |                                                    |
| Meet Her at the Love Parade (avec Maddix & Da Hool featuring Kiki Solvej)       | 2024  | —                  | —                  | —                  | —                  | —                  | —                  | —                  | —                  |                                                    |
| Rave Generator (avec Will Sparks)                                               | 2024  | —                  | —                  | —                  | —                  | —                  | —                  | —                  | —                  |                                                    |
| « — » signifie que le titre ne s'est pas classé ou n'est pas sorti dans le pays |       |                    |                    |                    |                    |                    |                    |                    |                    |                                                    |

### Remixes
2008
- David Tort - Acid (Lost In Acid Dimitri Vegas & Like Mike Microdot Remix)
- P.J. Master feat. madaMKey - Treasure Island (Dimitri Vegas & Like Mike Remix)
- Abel Ramos & Miss Melody - Rotterdam City of Love (Dimitri Vegas & Like Mike Remix)
- Jorge Jaramillo feat. Shawnee Taylor - Till I Feel Ok (Dimitri Vegas & Like Mike Remix)
- TerraPlastik - All Night (Dimitri Vegas & Like Mike Remix)
- TerraPlastik - 100% (Dimitri Vegas & Like Mike Remix)
- M.O.D.E. - Lost (Dimitri Vegas & Like Mike Remix)
- Dave Lambert & Housetrap - Work That Body (Dimitri Vegas & Like Mike Remix)
- Push - Universal Nation (Dimitri Vegas & Like Mike Remix)
- Madfunk vs. Diego De Mol - Dope 4 U (Dimitri Vegas & Like Mike Remix)
- Madfunk - Love Can't Turn Around (Dimitri Vegas & Like Mike Remix)
- Madfunk - Miami Spice (Dimitri Vegas & Like Mike Remix)

2009
- Gossip - Heavy Cross (Dimitri Vegas & Like Mike Open Air Remix)
- Tim Berg - Alcoholic (Dimitri Vegas & Like Mike Twelve Step Remix)
- Timati feat. Snoop Dogg - Groove On (Dimitri Vegas & Like Mike Drill Riddim Remix)
- Regi & Tyler - Loaded Gun (Dimitri Vegas & Like Mike Remix)
- Dave Lambert & Housetrap - S-Vibes (What is Love ?) (Dimitri Vegas & Like Mike Remix)
- Celeda - The Underground (Dimitri Vegas & Like Mike Devil's Island Remix)
- Lissat & Voltaxx feat. Betty Bizarre - The Music and Me (Dimitri Vegas & Like Mike Remix)
- Axwell & Sebastian Ingrosso & Steve Angello & Laidback Luke feat. Deborah Cox - Leave the World Behind (Dimitri Vegas & Like Mike vs. SHM Dark Forest Edit)
- Katerine - Treat Me Like A Lady (Dimitri Vegas & Like Mike Remix)
- Dave Lambert & Housetrap feat. Liam South - Music for Peace (Dimitri Vegas & Like Mike Island Of Peace Remix)
- Javi Muñoz - Power Ranger Groove (Dimitri Vegas & Like Mike Arcade Remix)
- D.O.N.S. - Earth Song (Dimitri Vegas & Like Mike Island Of Love Remix)
- 2 Dirty - Schnitzel (Dimitri Vegas & Like Mike Remix)
- Albin Myers - Times Like These (Dimitri Vegas & Like Mike Terrace Remix)
- Sir-G vs. DJ Sake - 2 Spirits (Dimitri Vegas & Like Mike Remix)
- Sir-G vs. DJ Sake - Always Been Real (Dimitri Vegas & Like Mike Remix)
- DJ Rebel - U Got to Know (Dimitri Vegas & Like Mike Remix)
- Mobnoiz - Bounce (Dimitri Vegas & Like Mike Remix)
- DJ Yoeri - Fuck On Cocaine 2009 (Dimitri Vegas & Like Mike Remix)
- Offer Nissim feat. Maya - Hook Up (Dimitri Vegas & Like Mike Remix)
- Silverene - Perfect Timing (Dimitri Vegas & Like Mike Remix)
- Stephan Luke - Threshold (Dimitri Vegas & Like Mike Remix)
- DiMaro & Shurakano - Lift Ya Handz Up (Dimitri Vegas & Like Mike Dub Remix)
- Druk feat. Angie Brown - Find Me Love (DNM Remix)
- Pedro Mercado & Karada - Something Phat (Dimitri Vegas & Like Mike Remix)
- Philip Jensen - Dubai (Dimitri Vegas & Like Mike Remix)

2010
- Cosmic Gate - Fire Wire (Dimitri Vegas & Like Mike Remix)
- Tiësto feat. Nelly Furtado - Who Wants to Be Alone (Dimitri Vegas & Like Mike Open Air Remix)
- Bob Sinclar feat. Sean Paul - Tik Tok (Dimitri Vegas & Like Mike Remix)
- Sash! feat. Jessy - All Is Love (Dimitri Vegas & Like Mike Remix)
- Regi & Kaya Jones - Take It Off (Dimitri Vegas & Like Mike Remix)
- Benny Benassi Presents The Biz - Satisfaction 2010 (Dimitri Vegas & Like Mike Remix)
- Florence and the Machine - You've Got the Love (Dimitri Vegas & Like Mike & Yves V Remix)
- Max Vangeli feat. Max C - Look Into Your Heart (Dimitri Vegas & Like Mike Remix)
- Spencer & Hill - Who Knows (Dimitri Vegas & Like Mike Remix)
- Nino Anthony & Mr. Eyes - Please Release Me (Dimitri Vegas & Like Mike Vulcanic Remix)
- Basto - Your Fire (Dimitri Vegas & Like Mike Remix)
- Ben Lb - Lala Li Lala (Dimitri Vegas & Like Mike Remix)
- Provenzano feat. Andy P - Side By Side (Dimitri Vegas & Like Mike Remix)
- Dani L. Mebius & Billy the Kit - Work This Pussy (Dimitri Vegas & Like Mike Remix)
- Dada Life - Love Vibrations (Dimitri Vegas & Like Mike Feel It Remix)
- Tommy Trash feat. Rebecca Kneen - Stay Close (Dimitri Vegas & Like Mike Remix)
- John Dahlbäck feat. Andy P - Love Inside (Dimitri Vegas & Like Mike Tough Love Remix)
- Technotronic - Pump Up the Jam 2010 (Dimitri Vegas & Like Mike's Crowd Is Jumpin' Remix)
- DJ Prinz & Maks - Elektrik Kiss (Dimitri Vegas & Like Mike Remix)
- 2 Dirty feat. Vika Kova - In The Army Now (Dimitri Vegas & Like Mike Remix)
- Super Beez - You're No Good For Me (Dimitri Vegas & Like Mike Remix)

2011
- David Tort feat. Gosha - One Look (Axwell vs. Dimitri Vegas & Like Mike Remix)
- Pedro Henriques feat. Giuseppe Viola - Spread the Love (Dimitri Vegas & Like Mike Remix)
- Erick Morillo feat. Audio Bullys - Break Down the Doors (Dimitri Vegas & Like Mike Deep Down Dirty 2011 Remix)
- Jennifer Lopez feat. Pitbull - Papi (Dimitri Vegas & Like Mike Remix)
- Swedish House Mafia - Save the World (Dimitri Vegas & Like Mike vs. Angger Dimas Tomorrowland Remix)
- LMFAO feat. Natalia Kills - Champagne Showers (Dimitri Vegas & Like Mike Tomorrowland Remix)
- Benny Benassi feat. Gary Go - Close to Me (Dimitri Vegas & Like Mike Remix)
- Lady Gaga - Marry the Night (Dimitri Vegas & Like Mike Remix)

2012
- D*Note - Shed My Skin (Dimitri Vegas & Like Mike vs. Yves V Remix)

2013
- Dimitri Vegas & Like Mike - Tomorrowland Anthem 2012 (Dimitri Vegas & Like Mike vs. Yves V Mainstage Remix)
- Major Lazer feat. Busy Signal & The Flexican & FS Green - Watch Out For This (Bumaye) (Dimitri Vegas & Like Mike Tomorrowland Remix)
- Ferry Corsten - Rock Your Body Rock (Dimitri Vegas & Like Mike Mainstage Remix)
- Fatboy Slim & Riva Starr feat. Beardyman - Eat, Sleep, Rave, Repeat (Dimitri Vegas & Like Mike vs. Ummet Ozcan Tomorrowland Remix)
- Natali Yura - Scream for Love (Dimitri Vegas & Like Mike Remix)
- Alex Hide - Get Away (Dimitri Vegas & Like Mike Remix)
- Wolfpack feat. Coco Star - Miracle (Dimitri Vegas & Like Mike Remix)

2014
- Sick Individuals & Axwell feat. Taylr Renee - I Am (Dimitri Vegas & Like Mike vs. Wolfpack & Boostedkids Remix)
- Steve Aoki feat. Will.i.am - Born to Get Wild (Dimitri Vegas & Like Mike vs. Boostedkids Remix)
- Cherry Cherry Boom Boom - A Little Bit of Love (Dimitri Vegas & Like Mike Remix)
- Perfume - Spending All My Time (Dimitri Vegas & Like Mike Remix)

2015
- Felix - Don't You Want Me 2015 (Dimitri Vegas & Like Mike Remix)

2016
- Armin van Buuren feat. Kensington - Heading Up High (Dimitri Vegas & Like Mike vs. Boostedkids Remix)
- MATTN vs. Futuristic Polar Bears - Café del Mar 2016 (Dimitri Vegas & Like Mike vs. Klaas Edit)
- MATTN vs. Futuristic Polar Bears - Café del Mar 2016 (Dimitri Vegas & Like Mike Edit)
- Bassjackers - F*CK (Dimitri Vegas & Like Mike Remix)
- Wolfpack vs. Avancada - Go! (Dimitri Vegas & Like Mike Remix)
- The Weeknd - The Hills (Dimitri Vegas & Like Mike Remix)
- Major Lazer & DJ Snake feat. MØ - Lean On (Dimitri Vegas & Like Mike Tomorrowland Remix)
- Dimitri Vegas & Like Mike vs. Diplo feat. Deb's Daughter - Hey Baby (Dimitri Vegas & Like Mike vs. Ummet Ozcan Tomorrowland Remix)

2017
- Lost Frequencies - What Is Love 2016 (Dimitri Vegas & Like Mike Remix)
- Bassjackers vs. D'Angello & Francis - All Aboard (Dimitri Vegas & Like Mike Edit)
- The Chainsmokers & Coldplay - Something Just like This (Dimitri Vegas & Like Mike Remix)
- M.A.D. M.A.C. vs. Jamic - Renegade Master (Dimitri Vegas & Like Mike Edit)
- Robin Schulz & Hugel - I Believe I'm Fine (Dimitri Vegas & Like Mike Remix)

2018
- Cherrymoon Trax - The House of House (Dimitri Vegas & Like Mike vs. Vini Vici Remix)
- Dimitri Vegas & Like Mike feat. Wiz Khalifa - When I Grow Up (Dimitri Vegas & Like Mike vs. Hiddn Remix)

2019
- Dimitri Vegas & Like Mike & Era Istrefi - Selfish (Dimitri Vegas & Like Mike & Brennan Heart VIP Remix)
- Dimitri Vegas & Like Mike & Era Istrefi - Selfish (Tomorrowland 2013 Aftermovie Remix)
- Esso - Sound of Synergy (Dimitri Vegas & Like Mike Remix)
- Dimitri Vegas & Like Mike & David Guetta & Daddy Yankee & Afro Bros & Natti Natasha - Instagram (Dimitri Vegas & Like Mike & Trobi Remix)
- Timmy Trumpet & MATTN & Wolfpack feat. X-TOF - Carnival (Dimitri Vegas & Like Mike Edit)

2020
- MATTN & Stavros Martina & Kevin D - Girlz Wanna Have Fun (Dimitri Vegas & Like Mike Remix)
- Regard - Ride It (Dimitri Vegas & Like Mike & Quintino Remix)
- Timmy Trumpet & Wolfpack feat. Jaxx & Vega & R3spawn - Kalinka (Dimitri Vegas & Like Mike Edit)
- Vlade Kay & DJ Snake - All This Lovin (Dimitri Vegas & Like Mike Remix)
- Da Boy Tommy feat. Da Rick - Candyman (Dimitri Vegas & Like Mike & W&W & Ummet Ozcan Remix)

2021
- Pedro Mercato & Karada - Something Small (Dimitri Vegas & Like Mike Remix)
- (G)I-dle - Hwaa (Dimitri Vegas & Like Mike Remix)
- Natti Natasha - Noches en Miami (Dimitri Vegas & Like Mike vs. Bassjackers EDM Remix)
- Clean Bandit feat. Iann Dior - Higher (Dimitri Vegas & Like Mike Remix)
- Ixxel - Drop That Beat (Dimitri Vegas & Like Mike vs. Bassjackers Remix)

2022
- Steve Aoki & Kaaze feat. John Martin - Whole Again (Dimitri Vegas & Like Mike & Brennan Heart Remix)
- R3hab & A Touch Of Class - All Around the World (La La La) (Dimitri Vegas & Like Mike Remix)

2023
- MATTN & Klaas - The Logical Song (Dimitri Vegas & Like Mike Remix)
- Calvin Harris & Ellie Goulding - Miracle (Dimitri Vegas & Like Mike Remix)
- Rita Wilson & Christos Mastoras - Oli Mazi (We Are All Together) (Dimitri Vegas & Like Mike Remix)
- Showtek & Justin Prime - Cannonball (Dimitri Vegas & Like Mike vs. Bassjackers Remix)

2024
- Per Pleks feat. Roland Clark - WTF (Dimitri Vegas & Like Mike Edit)
- Alok & Bebe Rexha - Deep In Your Love (Dimitri Vegas & Like Mike & Ben Nicky & Dr Phunk Remix)

## Dimitri Vegas seul

### Singles
2021
- Pull Me Closer
- One Day I'll Fly Away (A Song for Takis)

2022
- Peek's Dream (avec DJ Master Frank)
- The Drop (avec David Guetta & Nicole Scherzinger & Azteck)

2023
- The White Lotus Theme (Aloha) (avec Steve Aoki)
- Friends (avec Steve Aoki & Chapter & Verse)

2024
- Good for You (avec Chapter & Verse & Goodboys)
- Summer Dream of Love (avec Darren Styles)

### Remixes
2008
- NoiseFreak - Push It! (Dimitri Vegas Moog Abuse Mix)
- Madfunk vs. Diego De Mol - No Good (Dimitri Vegas Airstrike Mix)

2009
- Sil - Love Don't Come Easy (Dimitri Vegas Remix)

2010
- Tiësto feat. Nelly Furtado - Who Wants to Be Alone (Dimitri Vegas Remix)

2011
- FTW - Got to Go (Dimitri Vegas Vocal Remix)
- Promise Land & Cozi - Heaven (Dimitri Vegas Remix)

2019
- Dimitri Vegas & Like Mike & Paris Hilton - B.F.A. (Best Friend's Ass) (Dimitri Vegas & Ariel Vromen Remix)
- Dimitri Vegas & Like Mike & Bassjackers & 2WEI - Mortal Kombat Anthem (Dimitri Vegas vs. 2WEI Mortal Kombat 11 Trailer Remix)

2020
- Dino Warriors feat. Leony - Show Me Love (Dimitri Vegas Edit)

2021
- Dino Warriors & Julian Perretta - Ayo Technology (Dimitri Vegas Edit)
- Ilkay Sencan & Vintage Culture feat. Yoelle - Superpowers (Dimitri Vegas Edit)
- Dino Warriors & Sound Of Legend feat. Polina Grace - 2 Times (Dimitri Vegas Edit)
- MATTN & Gabry Ponte & Mad City - Beyonce (Dimitri Vegas Edit)
- Dino Warriors & Azteck & Chiptune - Pink Soldiers (Dimitri Vegas Edit)

2022
- Orang Utan - Sugarmama (Dimitri Vegas Edit)

2024
- Dimitri Vegas & Like Mike & Tiësto & W&W & Dido - Thank You (Not So Bad) (Dimitri Vegas & Piero Pirupa Remix)

## Like Mike seul

### Singles
2010
- Es Vedra

2018
- Memories
- Rewind
- Back 2 U

2019
- Paralyzed (feat. Ricky Hill)
- A.M.
- Best Friend (avec Bhavi)
- Lies
- Stuck in the Melody
- Sinner

2020
- High Off Love (avec Angemi)
- Put Your Lips
- Pineapple Tacos (Tube & Berger feat. Like Mike)
- I Lose Me (feat. Layton Greene)
- Excited (avec C Natty)
- Best For You

2021
- We Come One (avec Angemi)
- One Night (avec Mr Eazi)
- W Hotel (avec Smokepurpp & Blueface)
- Lipstick (feat. S3nsi Molly & Jodi Couture)
- Down For Me (avec Killertunes)
- You Say (feat. Wifisfuneral)
- Air (feat. Ricky Hil)
- Silence (avec Lil Baby)
- Gratitude
- Right Into You (avec Claptone & Mansionair)

2022
- Desire
- Speed of Light (avec Francis Mercier feat. Darla Jade)
- Feel You Close (avec Kimotion feat. Angie Robba)
- Awaking (avec Asher Swissa)

2023
- Esperanza (avec Arodes)
- Dance for Me (avec Kasango feat. Julia Church)
- Bambelela (avec Candy Man & Cornelius SA feat. Nomvula SA)
- Voices (avec Tayllor)
- Dale (avec Eden Shalev)
- Unity (avec Silver Panda & Against All Ødds)
- Linaly (avec Eden Shalev)
- Younger Years (avec Kiko Franco)
- Pulsating Energy (sous Hereon avec Florentin feat. Sam Martin)
- Under Your Spine (sous Hereon avec Florentin feat. Elodie Gervaise)

2024
- The Night (sous Hereon avec Adam Sellouk & Braev)
- Wala (avec Jalal Ramdani & Stevo Atambire feat. Yeronimo & The Wild Child)
- What Is Reality (avec Wuula & Novak)
- Kasmir (avec Tayllor)
- Takdim (avec Eden Shalev & DJ Dali)
- Avalon (avec Ginchy feat. Alessia Labate)

### Remixes
2008
- NoiseFreak - Push It! (Like Mike Morning After Dub)
- Madfunk vs. Diego De Mol - No Good (Like Mike Mix)

2009
- TerraPlastik - Dubai Nights (Like Mike Remix)

## Sous d'autres noms

### NoiseFreak

#### Singles
- 2008 : Push It!

#### Remixes
- 2008 : TerraPlastik - Aquarius (NoiseFreak Torpedo Dub)

### TerraPlastik

#### Singles
- 2008 : All Night
- 2008 : 100%
- 2009 : Dubai Nights

#### Remixes
- 2008 : Sonic Monkey - Payday (TerraPlastik Dub)

### Mobnoiz
- 2009 : Bounce

### 3 Are Legend (avecSteve Aoki)

#### Singles
- 2019 : Khaleesi (avec W&W)
- 2020 : Raver Dome (avec Justin Prime & Sandro Silva)
- 2020 : Deck the Halls (avec Toneshifterz & Brennan Heart & Timmy Trumpet)
- 2022 : Pump It Up! (avec Tujamo & Jaxx & Vega feat. Black & White Brothers)
- 2022 : Phat Brahms 2.0 (avec Angger Dimas)
- 2023 : Nasty (avec Blasterjaxx)

#### Remixes
- 2020 : Dimitri Vegas & Like Mike vs. W&W - Crowd Control (3 Are Legend Remix)
- 2022 : Dimitri Vegas & David Guetta & Nicole Scherzinger & Azteck - The Drop (3 Are Legend Remix)
- 2022 : Steve Aoki feat. Guaynaa - Chi Chi (3 Are Legend Remix)
- 2023 : Quintino feat. MC Ambush - Name of Your DJ (3 Are Legend Edit)
- 2023 : Dimitri Vegas & Like Mike & David Guetta & Afro Bros & Akon - She Knows (3 Are Legend & MANDY Remix)